# Богатырёв, Григорий Николаевич
Григорий Николаевич Богатырёв (31 декабря 1875 года, Саратов — 28 сентября 1944, Саратов) — царский, советский офицер. Командир 185-го Башкадыкларского пехотного полка.

## Биография
Григорий Николаевич родился 31 декабря 1875 года в Саратове.
Окончив Саратовскую классическую гимназию и Казанское пехотное юнкерское училище, в 1897 году произведён в первый офицерский чин.

### Боевой путь
Орден Святого Станислава 3-й степени с мечами и бантом за русско-японскую войну, где поручик Богатырёв командовал транспортным взводом, поставляя снаряжение и боеприпасы 3-й Маньчжурской армии в район китайского Мукдена.— Приказ войскам по армии № 431 от 31.10.1905
В Саратовском музее боевой славы хранится знамя 185-го Башкадыкларского пехотного полка входящего в состав 47-й пехотной дивизии, располагавшейся на территории губернии, врученное по случаю 100-летия части в 1911 году, а командир 12-й роты штабс-капитан Богатырёв «имеет право на ношение бронзовой медали в память 300-летия царствования дома Романовых».
Всю Первую мировую войну Григорий Николаевич провёл в окопах Юго-Западного фронта. Только в 1915 году «за отличия, оказанные в боях против неприятеля», ему пожалован Орден Святого Станислава 2-й степени, Орден Святой Анны 2-й и 3-й степеней и Орден Святого Владимира 4-й степени.

Фотография 1915 года

Май 1916 года. Начало легендарного Брусиловского наступления (Брусиловский прорыв). Самой значительной войсковой операции русской армии Первой мировой, когда войска Юго-Западного фронта, во главе с генерал-адъютантом А. А. Брусиловым, прорвали позиционную оборону австро-венгерских войск и заняли значительную территорию Западной Украины. Башкадыкларский 185-й пехотный полк в составе 47-й пехотной дивизии в эти дни входил в 16 армейский корпус 7-й армии Юго-Западного фронта.
«С утра 27 мая 16-й армейский корпус перешёл в наступление… Прорвав первую оборонительную полосу австрийцев, корпус организует преследование и к исходу 28 мая выходит своим правым флангом ко второй оборонительной полосе по реке Стрыпа». Это сухие сводки боевых донесений. А продолжение — выписка из приказа командующего 7-й армии Д. Г. Щербачёва:

Приказом командующего 7 Армии от 21 июля с.г. за № 863 подполковник Г. Н. Богатырёв награждён орденом Святого Георгия 4-й степени за то, что 31 мая 1916 года, командуя 1 батальоном 185-го Башкадыкларского пехотного полка, несмотря на сильное сопротивление австрийцев, овладел деревней Бобулинце и, повернув на север, овладел высотой 365, выйдя этим в тыл противнику, державшемуся на участке по реке Стрыпа южнее деревни Куйданов. Заняв высоту 365, облегчил переправу через реку Стрыпа остальным частям полка и способствовал решительному поражению австрийцев. При этом захватил около 1500 пленных и 10 пулемётов.

В тот же день подполковник Богатырев был контужен разрывом тяжёлого снаряда и на два месяца выбыл из рядов боевых частей.
Примечательно, что даже австрийские генералы писали в своих донесениях, что «прорыв на нижней Стрыпе стал эпидемическим…», оправдывая своё отступление потерей связи между частями и «потрясением среди войск».
По мнению историков, «Брусиловское наступление положило начало общему перелому хода Первой мировой войны в пользу стран Антанты».
20 апреля 1917 года Приказом по Армии и флоту полковник Богатырёв утверждён в должности командира 185-го Башкадыкларского пехотного полка.
После Октябрьской революции Григорий Николаевич был избран на общем собрании полка его командиром. И командовал этой славной воинской частью вплоть до её расформирования в начале лета 1918 года.
В рядах Красной армии Григорий Николаевич служил преподавателем на курсах красных командиров Кавказского фронта. Получил личную благодарность командующего фронтом К. Е. Ворошилова «за проявленную энергию по воспитанию и боевую подготовку курсантов».

### После демобилизации
В 1922 году демобилизовался по возрасту и здоровью. Контузия давала о себе знать. Работал в родном Саратове на различных хозяйственных должностях в Управлении Рязано-Уральской железной дороги.
Григорий Николаевич Богатырёв умер 28 сентября 1944 года. Похоронен в Саратове на Воскресенском кладбище.

## Награды
- Орден Святого Станислава 2-й и 3-й степени;
- Орден Святой Анны 2-й и 3-й степеней;
- Орден Святого Владимира 3-й(?) и 4-й степеней;
- Орден Святого Георгия 4-й степени.